# Viken, Skellefteå kommun
Viken är en bebyggelse i östra delen av Skellefteå kommun i Västerbottens län. Orten ligger vid sydöstra spetsen av sjön Falkträsket i Skellefteå socken, strax söder om Skellefteå. Orten är sedan 1920-talet bebyggd med fritidshus men har med tiden fått allt fler permanentboende. Här finns badplats och en allmänning med minigolfbana. Orten avslutas i söder vid det 147 m höga Falkbergets fot. SCB avgränsade här en småort till 2023, då bebyggelsen kom att klassas som del av tätorten Skellefteå.